# Start-up (série télévisée, 2020)
Pour les articles homonymes, voir Startup (homonymie).
Start-up (hangeul : 스타트업 ; RR : Seutateueop) est une série télévisée sud-coréenne, diffusée pour la première fois en 2020.

## Synopsis
Cherchant à réaliser leurs rêves, de jeunes entrepreneurs se lancent dans la création de leurs start-up. Pour ces derniers, intégrer le prestigieux Sand-box, établissement finançant le lancement de nouvelles entreprises, est indispensable. Face à la dure réalité de la vie, Dal-mi se bat pour ne pas regretter les choix du passé. Elle doit désormais affronter sa grande sœur, de retour en Corée du Sud après de longues années passées aux États-Unis. 
Génie en sciences, Do-San est engagé pour rester aux côtés de Dal-mi lors d’une soirée de réseautage. Celle-ci croit avoir affaire à son premier amour. Immédiatement, des liens se tissent.

## Distribution

### Acteurs principaux
- Bae Suzy : Seo Dal-mi
  - Heo Jung-eun (en) : Seo Dal-mi (jeune)
- Nam Joo-hyuk : Nam Do-san
  - Kim Kang-hoon (en) : Nam Do-san (jeune)
- Kim Seon-ho : Han Ji-pyeong 
  - Nam Da-reum (en) : Han Ji-pyeong (jeune)
- Kang Han-na : Won In-jae/Seo In-jae 
  - Lee Re : Won In-jae (jeune)

### Acteurs secondaires

#### La famille de Seo Dal-mi et Won In-jae
- Kim Hae-sook : Choi Won-deok
- Song Seon-mi : Cha Ah-hyun
- Kim Joo-hun (en) : Seo Chung-myung
- Um Hyo-sup (en) : Won Doo-jung
- Moon Dong-hyeok : Won Sang-soo

#### Samsan Tech
- Yoo Su-bin (en)[1] : Lee Chul-san
- Kim Do-wan[2] : Kim Yong-san
- Stephanie Lee (en)[3] : Jeong Sa-ha

#### La famille de Nam Do-san
- Kim Hee-jung (en) : Mère de Do-san
- Kim Won-hae : Père de Do-san
- Jang Se-hyun : Cousin de Do-san

### Autres
- Seo Yi-sook : Yoon Seon-hak
- Kim Min-seok : Park Dong-chun
- Jasper Cho (en) : Alex Kwon
- Bae Hae-sun : Lee Hye-won

### Apparitions spéciales
- Yeo Jin-goo : Jang Young-shil (voix seulement)[4]
- Lee Bo-young[5]

## Fiche technique
- Titre original : Seutateueob
- Titre français : Start-up
- Réalisation : Oh Choong-Hwan
- Scénario : Park Hye-ryeon
- Pays d'origine : Corée du Sud
- Date de première diffusion : 2020